# PZL M-14
PZL M-14 – niezrealizowany projekt polskiego samolotu rolniczego mającego zastąpić rolniczą wersję samolotu An-2. Opracowany wspólnie przez biura konstrukcyjne WSK-Mielec i WSK-Okęcie.

## Historia
W 1969 roku nowo utworzony Zakład Doświadczalny WSK-Mielec otrzymał zadanie opracowania konstrukcji nowego samolotu rolniczego. W tym celu nawiązano współpracę z WSK-Okęcie, szefem całego zespołu konstrukcyjnego został inżynier Adam Borowski a jego zastępcą i głównym projektantem Andrzej Frydrychewicz. Projekt otrzymał oznaczenie M-14. W 1970 roku prace nad samolotem zostały przeniesione do Instytutu Lotnictwa. W grudniu tego samego roku ukończono wstępny projekt. Na przełomie 1970 i 1971 roku Polska podpisała porozumienie z ZSRR o rozwoju w kraju przemysłu lotniczego, jednym z jego postanowień była decyzja o budowie w Polsce nowego samolotu rolniczego mającego zastąpić samolot An-2 z przeznaczeniem na eksport do Związku Radzieckiego i innych krajów oraz na rynek wewnętrzny. W kwietniu 1971 roku odbyło się spotkanie przedstawicieli WSK-Mielec pod przewodnictwem wiceministra przemysłu maszynowego Stanisława Wyłupka i delegacji Ministerstwa Lotnictwa Cywilnego i Ministerstwa Przemysłu Lotniczego ZSRR. Na spotkanie przygotowana była przetłumaczona na język rosyjski dokumentacja techniczna M-14 oraz model samolotu. Podczas spotkania polska delegacja poinformowała jednak stronę radziecką, że w Polsce nie ma kadry technicznej zdolnej do opracowania samolotu tego typu i prosi delegacje radziecką o przysłanie głównego konstruktora z ZSRR. Tak istotnie się stało i jedną z konsekwencji tej decyzji była budowa samolotu PZL M-15 (Belphegor), który powstał przy współpracy inżynierów z ZSRR. Pracownikom WSK-Mielec zabroniono wspominać o samolocie M-14, prawdopodobną przyczyną takiego zachowania była obawa, że Związek Radziecki nie kupi polskiego samolotu, z całą pewnością jednak kupi maszynę własnej konstrukcji budowaną w Polsce. Przewidywano również, że środki finansowe na radziecką konstrukcję będą zdecydowanie większe niż na samolot tego samego typu ale będący osiągnięciem własnej myśli technicznej. Według oficjalnej wersji wydarzeń, delegacja radziecka poinformowała stronę polską, że nie przewiduje w najbliższym czasie budowy silnika turbośmigłowego TWD-10A, w związku z czym, przy braku napędu cały projekt został anulowany. Przez kilka lat w sali tradycji WSK-Mielec w Robotniczym Domu Kultury można było oglądać model M-14.

## Konstrukcja
M-14 był zastrzałowym dolnopłatem ze stałym podwoziem z kołem przednim. Zamiast planowanego silnika TWD-10A rozważano możliwość zastąpienia go francuskim silnikiem turbośmigłowym o podobnych osiągach Turmo III firmy Turbomeca. Podjęto nawet w tej sprawie wstępne rozmowy na temat zakupu licencji na produkcję silnika w Polsce. Płat o obrysie prostokątnym w części przy kadłubie i trapezowym na końcach, zakładano możliwość składania części trapezowych w celu ułatwienia hangarowania samolotu. Przed kabiną pilota umieszczony był zbiornik na chemikalia zdolny pomieścić 2200 kg.